# Hammaptera praderia
Hammaptera praderia är en fjärilsart som beskrevs av Paul Dognin 1893. Hammaptera praderia ingår i släktet Hammaptera och familjen mätare. Inga underarter finns listade i Catalogue of Life.